# Une espérance nouvelle pour le Liban
Une espérance nouvelle pour le Liban (Nowa nadzieja dla Libanu) – posynodalna adhortacja apostolska napisana przez papieża Jana Pawła II, podpisana 10 maja 1997 r. w Harissa-Daraoun w Libanie. Powstał w wyniku synodu libańskich biskupów katolickich w Rzymie w listopadzie–grudniu 1995 r.